# 人参娃儿藤
人参娃儿藤（学名：Tylophora kerrii）是夹竹桃科娃儿藤属的植物。分布在越南、泰国以及中国大陆的广东、广西、福建、贵州、云南等地，生长于海拔800米的地区，一般生长在山谷、草地、溪旁及密荫灌木丛下，目前尚未由人工引种栽培。

## 别名
土人参、土牛七、山豆根（广西）